# Фенит
Фенит (англ. Fenit; ирл. An Fhianait) — деревня в Ирландии, находится в графстве Керри (провинция Манстер). Населённый пункт расположен на северном побережье бухты Трали в 10 км к западу от одноимённого города, к югу от эстуария реки Шаннон. В Фените находится морской порт, обслуживающий грузовые и рыболовные суда, а также частные яхты и катера. В самой деревне официально проживает 435 человек (2006), а включая окрестности — около 23 тыс. человек.

## История

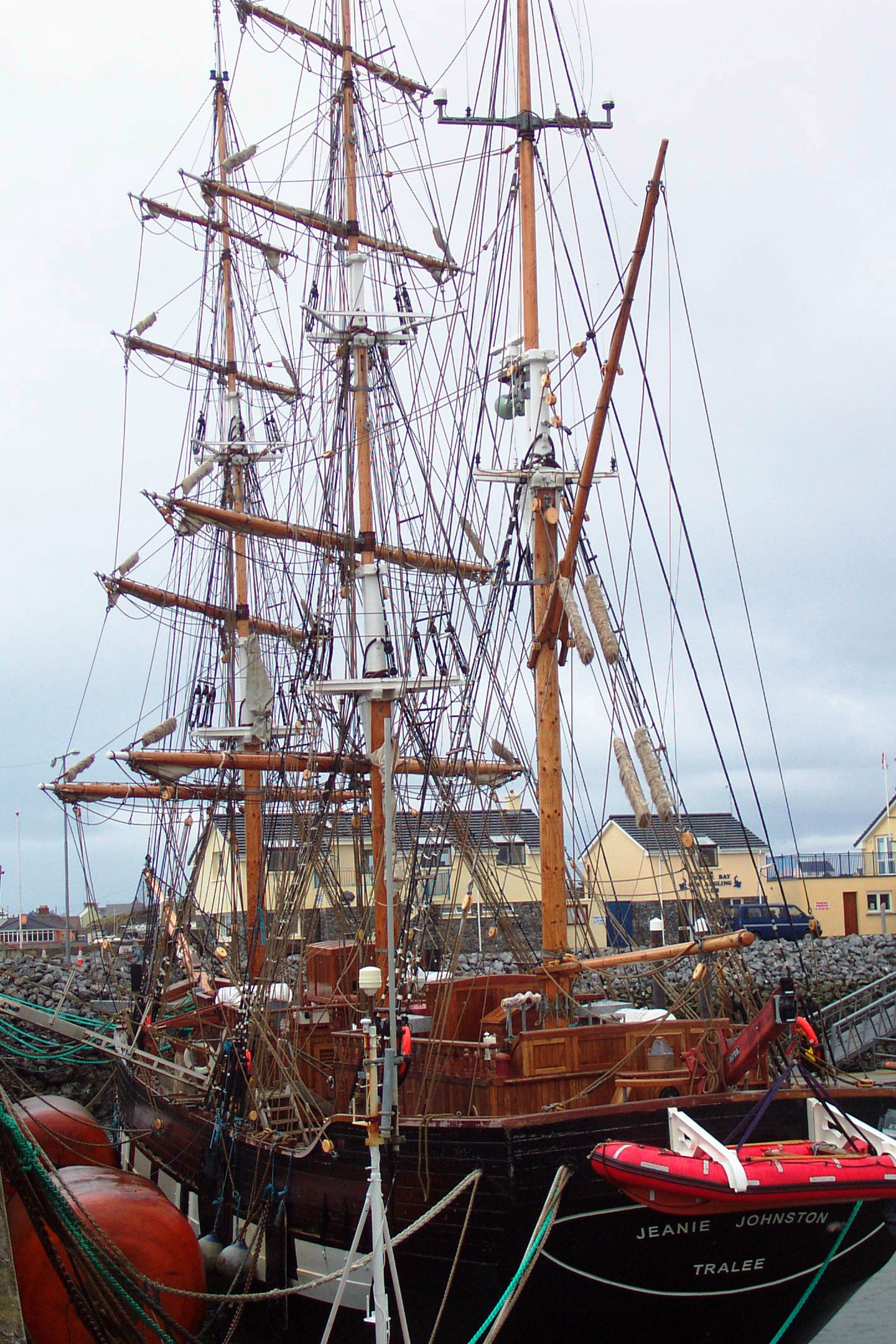
Историческое судно Jeanie Johnston

Около 484 года рядом с нынешним Фенитом родился Святой Брендан, ирландский монах и мореплаватель. Существует мнение, что он побывал в Северной Америке раньше Христофора Колумба, хотя многие историки оспаривают этот факт.
В 1583 году в порте Фенита попытался спрятаться один из кораблей испанской Непобедимой армады — шлюп Nuestra Senora del Socorro, водоизмещением 75 тонн. Экипаж судна сдался местным властям и был взят под стражу. Позднее, по приказу леди Маргарет Денни, 24 человека были повешены.
В середине XIX века из порта вышло парусное судно Jeanie Johnston, с первыми ирландскими эмигрантами, которые направились в США. В 2000 году в Фените была построена точная копия исторического корабля. В период с 1883 по 1885 год в деревне было открыто первое почтовое отделение.
8 августа 1922 года в ходе Ирландской гражданской войны, Фенит стал одной из ключевых точек. Здесь пришвартовалось судно Lady Wicklow с 450-ми солдатами Ирландского свободного государства, которые должны были занять провинцию Манстер.

## Порт
Морской порт в Фените является самым западным торговым портом в Европе. Он находится в государственной собственности Ирландии и эксплуатируется в соответствии с законом 1946 года. Акватория гавани способна принимать суда водоизмещением до 17 тыс. тонн.
Порт традиционно связан с центром графства Керри — городом Трали, обслуживая его потребности. Основные грузы, проходящие через Фенит, это: уголь, зерно, древесина и нефть. Также порт играет важную роль в рыболовной отрасли Ирландии — здесь базируются ирландские промысловые суда.
В 2008 году директором порта стал Майкл О`Кэррол, который озвучил планы по увеличению размеров предприятия.

## Демография
Население — 435 человек (по переписи 2006 года). В 2002 году население составляло 433 человек.
Данные переписи 2006 года:
| Общие демографические показатели |               |                               |                               |      |      |
| Всё население                    | Всё население | Изменения населения 2002—2006 | Изменения населения 2002—2006 | 2006 | 2006 |
| 2002                             | 2006          | чел.                          | %                             | муж. | жен. |
| 433                              | 435           | 2                             | 0,5                           | 213  | 222  |